# Attangi, Mundgod
Attangi là một làng thuộc tehsil Mundgod, huyện Uttara Kannada, bang Karnataka, Ấn Độ.